# Jönköpings Östra Tändsticksfabrik
Jönköpings Östra Tändsticksfabrik AB grundades som Jönköpings Nya Tändsticksfabrik av byggmästaren B.C. Carlsson och ett antal intressenter i Jönköping, bland andra ägaren av Lyckås James Hamilton och rådmannen Gustav Grapengeisser. Tidigare fanns Jönköpings Tändsticksfabrik och namnet Jönköpings Nya Tändsticksfabrik godtogs inte, varför det ändrades till Jönköpings Östra Tändsticksfabrik. Fabriken kom igång med sin produktion 1881 med B.C. Carlsson som disponent.
Fabriken låg vid Östra Storgatan på en tomt mot stranden av Vättern, mitt emot nuvarande Kilgatan.
Företaget gick i konkurs 1885, varefter konkursboet köptes av Jönköpings Tändsticksfabrik under Bernhard Hay. Fabriken återstartades och drevs en kort period, men lades ned för gott samma år. Lokalerna övertogs senare av textilföretaget Sahlströmska Fabrikens AB. År 1929 köptes fastigheten av Otto Janssons Skofabrik, efter det att Sahlströmska Fabriken lagt ned sin tillverkning i Jönköping.